# Anna Koławska
Anna Koławska (ur. 9 sierpnia 1941 w Strzelnie) – polska aktorka teatralna i filmowa.

## Życiorys
13 grudnia 1963 roku miał miejsce jej debiut teatralny. Występowała w następujących teatrach:
- Bałtycki Teatr Dramatyczny im. Juliusza Słowackiego w Koszalinie
- Teatr im. Wilama Horzycy w Toruniu
- Teatr Polski we Wrocławiu
- Teatr Wybrzeże w Gdańsku
- Teatr Komedia w Warszawie
- Teatr Dramatyczny w Warszawie

## Filmografia
- 1970: Kto wierzy w bociany? − Barbara, macocha Danki
- 1975: Żelazna obroża − blondynka
- 1975: Jej powrót − gość na przyjęciu
- 1976: Wielki układ − Wanda, żona Janickiego
- 1976: Dagny − żona brata Przybyszewskiego
- 1989: Modrzejewska (odc. 3)
- 1997–2012: Klan − pacjentka, która leżała w szpitalu razem z Ewą Kowalik
- 1997: Dom (odc. 17)

## Teatr Telewizji
Wystąpiła w kilku spektaklach Teatru Teatru Telewizji. Zagrała m.in. główną rolę w spektaklu "Wina" (1974r.), gdzie wcieliła się w postać Izy